# Qiuzigou
Qiuzigou (kinesiska: 秋子沟) är en socken i Kina. Den ligger i provinsen Liaoning, i den nordöstra delen av landet, omkring 340 kilometer sydväst om provinshuvudstaden Shenyang.
Genomsnittlig årsnederbörd är 835 millimeter. Den regnigaste månaden är juli, med i genomsnitt 208 mm nederbörd, och den torraste är januari, med 3 mm nederbörd.